# Баллетто
Это статья о музыкальном термине. О танцах смотрите балет.
Балле́тто (итал. balletto, уменьшительное от итал. ballo «танец») — 1) жанр вокальной многоголосной музыки, практиковался в Италии конца XVI — первой половины XVII веков, в XVII веке распространился также в других странах Европы; 2) вид инструментальной сюиты, состоящей из пьес танцевальных жанров; инструментальные balletti возникли в Италии XVI века (также под названием ballo), а в XVII веке распространились в других странах Европы.

## Вокальные balletti
Слово balletto как обозначение жанра вокальной музыки впервые появилось в печатных изданиях Дж. Гастольди (1591, 1594), где оно обозначало многоголосную танцевальную песню, развлекательную по характеру и лирическую (часто также юмористическую) по тексту. Для баллетти характерны строфическая форма, старогомофонная («аккордовая») фактура, силлабика, тактовая метрика, простая (ранне)тональная гармония (без всяких хроматических изысков). Баллетти входили в состав (итальянской) мадригальной комедии О. Векки (например, «Se ben mi chi ha bon tempo») и А. Банкьери. Баллетти продолжали писать и в XVII веке, например, Ф. Ламбарди (сб. «Canzonette con alcune arie per cantar solo nella parte del tenore, libro terzo», 1616) и Сиджизмондо д’Индия (сб. «Le musiche e balli a quatro», 1621).
Уже в самом конце XVI века balletti распространились по всей Европе. В Германии их писали М. Преториус и Г. Л. Хаслер («Lustgarten neuer teutscher Gesäng, Balletti», 1601), в Англии — Т. Морли («Balletts to Five Voyces», 1595), Т. Уилкс («Balletts and Madrigals to Five Voyces», 1598), Т. Томкинс и др.

## Инструментальные balletti
Термин «баллетто» в Италии XVI века использовался в том же значении, что балло — инструментальная сюита из музыки танцевальных жанров. Танцевальная часть представляла составной фигурный танец, исполнявшийся во время дворцовых представлений и увеселений, прообраз придворного балета. Состояла из нескольких танцев (например, бассаданца, сальтареллы, кватернарии и пивы) и предшествующего им торжественного нетанцевального вступления (интрады).
В эпоху барокко в некоторых странах Европы, увлечённых итальянскими стилевыми моделями (например, при дворах императорской Австрии и Чехии), оркестровые сюиты-balletti выполняли функцию балетных вставок в театре и опере (например, в музыке И. Г. Шмельцера). Параллельно прикладному использованию танцевальной музыки развивался самостоятельный жанр инструментальной сюиты, которая в том числе называлась и старым термином balletto, например, клавирные balletti из аллеманды и куранты у Дж. Фрескобальди, или «Balletti lamentabili» И. Бибера (1670), представляющие собой танцевальную сюиту с «сонатой» в начале. Из инструментальных танцевальных сюит-balletti впоследствии развился жанр балета в значении музыки к хореографическому спектаклю.
В эпоху барокко слово balletto иногда использовалось также как синоним камерной сонаты.